# Adam Stanisław Sapieha
Adam Stanisław Sapieha (4. prosince 1828 Varšava – 21. července 1903 Bad Reichenhall) byl rakouský politik polské národnosti z Haliče, v 2. polovině 19. století poslanec Říšské rady.

## Biografie
Byl synem politika Leona Sapiehy a otcem statkáře a politika Władysława Leona Sapiehy. Studoval přirodní vědy na Londýnské uzniverzitě a zemědělství na škole ve skotském Spylaw. Během revolučního roku 1848 koupil v Paříži zbraně pro polskou Národní gardu v Haliči. Od roku 1849 hospodařil na statku v Krasiczyně.
Roku 1861 byl poprvé zvolen na Haličský zemský sněm a předal tehdy společně s Franciszkem Janem Smolkou a Dzieduszyckým polské požadavky tehdejšímu státnímu ministrovi Antonu von Schmerlingovi. Během polského povstání roku 1863 byl v čele výboru, který protiruské povstalce finančně podporoval a zásoboval zbraněmi. 9. července 1863 byl rakouskými úřady zatčen. Roku 1864 uprchl do Paříže. Do Haliče se vrátil roku 1866.
Koncem 60. let se angažoval v hnutí za haličskou autonomii. Roku 1868 byl opět zvolen na Haličský zemský sněm. Zemský sněm ho roku 1872 delegoval i do Říšské rady (celostátní parlament, volený nepřímo zemskými sněmy) za kurii městskou v Haliči. Složil slib 17. prosince 1872, ale jeho mandát byl již 21. dubna 1873 prohlášen pro dlouhodobou absenci za zaniklý. Politicky patřil do roku 1865 k liberálům, následně se profiloval jako konzervativec. Roku 1879 usedl do Panské sněmovny (horní komora Říšské rady). V ní zasedal jako její dědičný člen až do své smrti roku 1903.
Byl aktivní v Haličské zemědělské společnosti a roku 1875 se stal jejím prezidentem. Pořádal rolnické výstavy v Přemyšli a byl členem četných hospodářských spolků. Zasloužil se o posílení role polského jazyka v školách a soudnictví. V roce 1874 založil ve Lvově dřevařskou školu a roku 1877 Haličskou lesnickou společnost. Financoval výstavbu železnic. Založil a financoval deník Kraj a podporoval i další kulturní instituce. V roce 1885 získal titul tajného rady. Roku 1896 získal Řád zlatého rouna.
Zemřel v červenci 1903.